# (495193) 2013 AC77
(495193) 2013 AC77 es un asteroide perteneciente al cinturón de asteroides, región del sistema solar que se encuentra entre las órbitas de Marte y Júpiter.
Fue descubierto el 27 de noviembre de 2012 por el equipo del proyecto Mount Lemmon Survey desde el observatorio del Monte Lemmon.

## Designación y nombre
Designado provisionalmente como 2013 AC77.

## Características orbitales
2013 AC77 está situado a una distancia media del Sol de 2,463 ua, pudiendo alejarse hasta 2,720 ua y acercarse hasta 2,205 ua. Su excentricidad es 0,104 y la inclinación orbital 10,537 grados. Emplea 1411,59 días en completar una órbita alrededor del Sol.

## Características físicas
La magnitud absoluta de 2013 AC77 es 17,62. 